# Баладя, Ян
Ян Баладя (словац. Ján Balaďa; 11 апреля 1902, Малацка — 1 сентября 1977, Братислава) — чехословацкий спортивный журналист, деятель Движения Сопротивления во время Второй мировой войны.

## Биография
Родители — Ян Баладя-старший и Альжбета Баладёва (Ульмова).
Окончил в 1926 году гимназию в Скалице, с 1919 по 1930 годы работал в словацком министерстве внутренних дел. С 1930 года — радиоведущий и спортивный комментатор на братиславском радио, с 1945 по 1948 годы был его главным редактором, с 1948 по 1962 годы — работник предприятия «Sklo porcelán», редактор издательства «Obzor», деятель словацкого фонда изобразительных искусств в Братиславе.
Ян Баладя внёс большой вклад в развитие спортивной журналистики Чехословакии: с 1931 по 1939 годы он вёл на радио еженедельную спортивную программу, комментировал футбольные матчи и соревнования по плаванию, а также вёл спортивную колонку в братиславской газете.
Во время Второй мировой войны был в Движении Сопротивления, работал в Свободном словацком радио в Банской-Бистрице, во время Словацкого национального восстания издавал партизанскую газету Mor ho!, писал статьи о Сопротивлении в Чехии и Словакии.
В 1945 году награждён медалью «За храбрость перед врагом», в 1947 году — Орденом Словацкого национального восстания 1 степени.